# 自发对称破缺

墨西哥帽勢能函數的電腦繪圖，對於繞著帽子中心軸的旋轉，帽頂具有旋轉對稱性，帽子谷底的任意位置不具有旋轉對稱性，在帽子谷底的任意位置會出現對稱性破缺。

自發對稱破缺（英語：spontaneous symmetry breaking）或自發對稱性破缺是某些物理系統體現對稱性破缺的模式。當物理系統所遵守的自然定律具有某種對稱性，而物理系統本身並不具有這種對稱性，則稱此現象為自發對稱破缺。:141:125這是一種自發性過程（spontaneous process），由於這過程，本來具有這種對稱性的物理系統，最終變得不再具有這種對稱性，或不再表現出這種對稱性，因此這種對稱性被隱藏起來。因為自發對稱破缺，有些物理系統的運動方程式或拉格朗日量遵守這種對稱性，但是最低能量的解則不具備這種對稱性。從描述物理現象的拉格朗日量或運動方程式，可以對於這現象做分析研究。
對稱性破缺主要分為自發對稱破缺與明顯對稱性破缺兩種。假若在物理系統的拉格朗日量裏存在著一個或多個違反某種對稱性的項目，因此導致系統的物理行為不具備這種對稱性，則稱此為明顯對稱性破缺。
如右圖所示，假設在墨西哥帽的帽頂有一個圓球。这個圓球是處於旋轉對稱性狀態，對於繞著帽子中心軸的旋轉，圓球的位置不變。這圓球也處於局部最大引力勢的狀態，極不稳定，稍加微擾，就可以促使圓球滾落至帽子谷底的任意位置，因此降低至最小引力勢位置，使得旋轉對稱性被打破。儘管這圓球在帽子谷底的所有可能位置因旋轉對稱性而相互關聯，圓球實際實現的帽子谷底位置不具有旋轉對稱性──對於繞著帽子中心軸的旋轉，圓球的位置會改變。:203
大多數物質的簡單相態或相變，例如晶體、磁鐵（居禮溫度）、一般超導體等等，可以從自發對稱破缺的觀點來了解。像分數量子霍爾效應一類的拓扑相（topological phase）物質是值得注意的例外。

## 概述
量子力學的真空與一般認知的真空不同。在量子力學裏，真空並不是全無一物的空間，虛粒子會持續地隨機生成或湮滅於空間的任意位置，這會造成奧妙的量子效應。將這些量子效應納入考量之後，空間的最低能量態，是在所有能量態之中，能量最低的能量態，又稱為基態或「真空態」。最低能量態的空間才是量子力學的真空。
設想某種對稱群變換，只能將最低能量態變換為自己，則稱最低能量態對於這種變換具有「不變性」，即最低能量態具有這種對稱性。儘管一個物理系統的拉格朗日量對於某種對稱群變換具有不變性，並不意味著它的最低能量態對於這種對稱群變換也具有不變性。假若拉格朗日量與最低能量態都具有同樣的不變性，則稱這物理系統對於這種變換具有「外顯的對稱性」；假若只有拉格朗日量具有不變性，而最低能量態不具有不變性，則稱這物理系統的對稱性被自發打破，或者稱這物理系統的對稱性被隱藏，這現象稱為「自發對稱破缺」。:116-117
回想先前提到的墨西哥帽問題，在帽子谷底有無窮多個不同、簡併的最低能量態，都具有同樣的最低能量。對於繞著帽子中心軸的旋轉，會將圓球所處的最低能量態變換至另一個不同的最低能量態，除非旋轉角度為360°的整數倍數，所以，圓球的最低能量態對於旋轉變換不具有不變性，即不具有旋轉對稱性。總結，這物理系統的拉格朗日量具有旋轉對稱性，但最低能量態不具有旋轉對稱性，因此出現自發對稱破缺現象。:203

## 凝聚體物理學
大多數物質的相態可以通過自發對稱破缺的透鏡來理解。例如，晶體是由原子以週期性矩陣排列形成，這排列並不是對於所有平移變換都具有不變性，而只是對於一些以晶格向量為間隔的平移變換具有不變性。磁鐵的磁北極與磁南極會指向某特定方向，打破旋轉對稱性。除了這兩個常見例子以外，還有很多種對稱性破缺的物質相態，包括液晶的向列相（nematic phase）、超流體等等。
類似的希格斯機制應用於凝聚態物質會造成金屬的超導體效應。在金屬裏，電子庫柏對的凝聚態自發打破了電磁交互作用的U(1)規範對稱性，造成了超導體效應。更詳盡細節，請參閱條目BCS理論。
有些物質的相態不能夠用自發對稱破缺來解釋，例如，分數量子霍爾液體（fractional quantum Hall liquid）、旋液體（spin liquid）這一類物質的拓撲學有序相態。這些相態不會打破任何對稱性，是不同種類的相態。與自發對稱破缺不同，並沒有甚麼通用的理論框架來描述這些相態。

## 粒子物理學
在粒子物理學裏，作用力的媒介粒子通常是由遵守規範對稱性的場方程式設定；它們的場方程式會預估某種測量在場的任意位置會得到同樣數值，例如，場方程式可能會預估兩個夸克A、B的質量是常數。解析這場方程式或許給出了兩個解，在第一個解裏，夸克A比夸克B沉重，而在第二個解裏，以同樣的重量差，夸克B比夸克A沉重。對於這案例，場方程式的對稱性並沒有被場方程式的任意一個單獨解反映出來，而是被所有解共同一起反應出來。由於每一次做實際測量只能得到其中一個解，這表徵了所倚賴理論的對稱性被打破。對於這案例，使用術語「隱藏」可能會比術語「打破」更為恰當，因為對稱性已永遠嵌入在場方程式裏。由於物理學者並未找到任何外在因素涉及到場方程式的對稱性破缺，這現象稱為「自發」對稱性破缺。:194-195

## 手徵對稱性破缺
在粒子物理學裏，手徵對稱性破缺指的是強相互作用的手徵對稱性被自發打破，是一種自發對稱破缺。基於這種機制，有以下兩個案例：
- 案例一、假若夸克的質量為零（這是手徵性【chirality】極限），則手徵對稱性成立。
- 案例二、 惟實際上，夸克的靜止質量不為零(參考希格斯機制）。儘管如此，跟強子的質量相比較，上夸克與下夸克的質量很小，因此可以視手徵對稱性為一種「近似對稱性」。

在量子色動力學的真空裏，夸克與反夸克彼此會強烈吸引對方，並且它們的質量很微小，生成夸克-反夸克對不需要用到很多能量，因此，會出現夸克-反夸克對的夸克-反夸克凝聚態，就如同在金屬超導體裏電子庫柏對的凝聚態一般。夸克-反夸克對的總動量與總角動量都等於零，總手徵荷不等於零，所以，夸克-反夸克凝聚的真空期望值不等於零，促使物理系統原本具有的手徵對稱性被自發打破，這也意味著量子色動力學的真空會將夸克的兩個手徵態混合，促使夸克在真空裏獲得有效質量。:669-672
根據戈德斯通定理，當連續對稱性被自發打破後必會生成一種零質量玻色子，稱為戈德斯通玻色子。手徵對稱性也具有連續性，它的戈德斯通玻色子是π介子。假若手徵對稱性是完全對稱性，則π介子的質量為零；但由於手徵對稱性為近似對稱性，π介子具有很小的質量，比一般強子的質量小一個數量級。這理論成為後來電弱對稱性破缺的希格斯機制的初型與要素。:669-672
根據宇宙學論述，在大霹靂發生10−6秒之後，開始強子時期，由於宇宙的持續冷卻，當溫度下降到低於臨界溫度KTc≈173MeV之時，會發生手徵性相變（chiral phase transition），原本具有的手徵對稱性的物理系統不再具有這性質，手徵對稱性被自發性打破，這時刻是手徵對稱性的分水嶺，在這時刻之前，夸克無法形成強子束縛態，物理系統的有序參數反夸克-夸克凝聚的真空期望值等於零，物理系統遵守手徵對稱性；在這時刻之後，夸克能夠形成強子束縛態，反夸克-夸克凝聚的真空期望值不等於零，手徵對稱性被自發性打破。

## 希格斯機制

設定直角坐標系的x-坐標與y-坐標分別為複值希格斯場的實部與虛部，z-坐標為希格斯勢，則參數為希格斯場的希格斯勢，其猜想形狀好似一頂墨西哥帽。

在標準模型裏，希格斯機制是一種生成質量的機制，能夠使基本粒子獲得質量。為什麼費米子、W玻色子、Z玻色子具有質量，而光子、膠子的質量為零？:361-368希格斯機制可以解釋這問題。希格斯機制應用自發對稱破缺來賦予粒子質量。在所有可以賦予規範玻色子質量，而同時又遵守規範理論的可能機制中，這是最簡單的機制。:378-381根據希格斯機制，希格斯場遍佈於宇宙，有些基本粒子因為與希格斯場之間交互作用而獲得質量。
更仔細地解釋，在规范场论裏，為了滿足局域規範不變性，必須設定规范玻色子的质量為零。由於希格斯場的真空期望值不等於零，造成自發對稱破缺，因此規範玻色子會獲得質量，同時生成一種零質量玻色子，稱為戈德斯通玻色子，而希格斯玻色子則是伴隨著希格斯場的粒子，是希格斯場的振動。通過選擇適當的規範，戈德斯通玻色子會被抵銷，只存留帶質量希格斯玻色子與帶質量規範向量場。:378-381
費米子也是因為與希格斯場相互作用而獲得質量，但它們獲得質量的方式不同於W玻色子、Z玻色子的方式。在规范场论裏，為了滿足局域規範不變性，必須設定費米子的质量為零。通過湯川耦合，費米子也可以因為自發對稱破缺而獲得質量。:689ff

### 外顯的對稱性案例
假定遍佈於宇宙的希格斯場是由兩個實函數{\displaystyle \phi _{1}}、{\displaystyle \phi _{2}}組成的複值純量場{\displaystyle \phi }：
{\displaystyle \phi (x^{\alpha })=\phi _{1}(x^{\alpha })+i\phi _{2}(x^{\alpha })}；
其中，{\displaystyle x^{\alpha }=(ct,x_{1},x_{2},x_{3})}是四維坐標。
假定希格斯勢的形式為
{\displaystyle V(\phi ^{*}\phi )=\mu ^{2}\phi ^{*}\phi +\lambda (\phi ^{*}\phi )^{2}}；
其中，{\displaystyle \mu }、{\displaystyle \lambda }都是正值常數。
則這物理系統只有一個最低能量態，其希格斯場為零（{\displaystyle \phi _{vac}=0}）
對於這自旋為零、質量為零、勢能為{\displaystyle V(\phi ^{*}\phi )}的純量場{\displaystyle \phi }，克莱因-戈尔登拉格朗日量{\displaystyle {\mathcal {L}}}為:16-17
{\displaystyle {\mathcal {L}}=(\partial _{\alpha }\phi )^{*}(\partial ^{\alpha }\phi )-\mu ^{2}\phi ^{*}\phi -\lambda (\phi ^{*}\phi )^{2}}。
注意到這拉格朗日量的第一個項目是動能項目。
由於拉格朗日量對於全域相位變換{\displaystyle \phi \to \phi '=e^{i\theta }\phi }具有不變性，而最低能量態對於全域相位變換也具有不變性：
{\displaystyle \phi _{vac}\to \phi '_{vac}=e^{i\theta }\phi _{vac}=0}，
所以，這物理系統對於全域相位變換具有外顯的對稱性。

### 自發對稱破缺案例
假定遍佈於宇宙的希格斯場是由兩個實函數{\displaystyle \phi _{1}}、{\displaystyle \phi _{2}}組成的複值純量場{\displaystyle \phi }：
{\displaystyle \phi (x^{\alpha })=\phi _{1}(x^{\alpha })+i\phi _{2}(x^{\alpha })}；
其中，{\displaystyle x^{\alpha }=(ct,x_{1},x_{2},x_{3})}是四維坐標。
假定希格斯勢的形式為
{\displaystyle V(\phi ^{*}\phi )=-\mu ^{2}\phi ^{*}\phi +\lambda (\phi ^{*}\phi )^{2}}；
其中，{\displaystyle \mu }、{\displaystyle \lambda }都是正值常數。
對於這自旋為零、質量為零、勢能為{\displaystyle V(\phi ^{*}\phi )}的純量場{\displaystyle \phi }，克莱因-戈尔登拉格朗日量{\displaystyle {\mathcal {L}}}為:16-17
{\displaystyle {\mathcal {L}}=(\partial _{\alpha }\phi )^{*}(\partial ^{\alpha }\phi )+\mu ^{2}\phi ^{*}\phi -\lambda (\phi ^{*}\phi )^{2}}。
如墨西哥帽繪圖所示，這勢能的猜想形狀好似一頂墨西哥帽。希格斯勢與拉格朗日量在{\displaystyle \phi _{\mathrm {RE} }}、{\displaystyle \phi _{\mathrm {IM} }}空間具有旋轉對稱性。位於z-坐標軸的帽頂為希格斯勢的局域最大值，其複值希格斯場為零（{\displaystyle \phi =0}），但這不是最低能量態；在帽子的谷底有無窮多個簡併的最低能量態。從無窮多個簡併的最低能量態中，物理系統只能實現出一個最低能量態，標記這最低能量態為{\displaystyle \phi _{vac}}。這物理系統的拉格朗日量對於全域相位變換{\displaystyle \phi \to \phi '=e^{i\theta }\phi }具有不變性，即在{\displaystyle \phi _{\mathrm {RE} }}、{\displaystyle \phi _{\mathrm {IM} }}空間具有旋轉對稱性，而最低能量態{\displaystyle \phi _{vac}}對於全域相位變換不具有不變性：
{\displaystyle \phi _{vac}\to \phi '_{vac}=e^{i\theta }\phi _{vac}}，
通常，{\displaystyle \phi _{vac}}不等於{\displaystyle \phi '_{vac}}，除非角弧{\displaystyle \theta }是{\displaystyle 2\pi }的整數倍數。所以，這物理系統對於全域相位變換的對稱性被自發打破。這物理系統對於更嚴格的局域相位變換的對稱性也應該會被自發打破。

## 實例
- 鐵磁性物質對於空間旋轉的不變性與居禮溫度有關。這物理系統的有序參數（order parameter）是量度磁偶極矩的磁化強度。假設溫度高過居禮溫度，則自旋的取向是隨機的，無法形成磁偶極矩，有序參數為零，基態對於空間旋轉具有不變性，不存在對稱性破缺。假設將系統冷卻至溫度低於居禮溫度，則自旋的取向會指向某特定方向，磁化強度不等於零，方向與自旋相互平行，基態不再具有旋轉對稱性，物理系統的旋轉對稱性被打破，產生自發對稱破缺現象，只剩下對於磁化強度所指方向的圓柱對稱性。[13]:283-284
- 描述固體的定律在整個歐幾里德群之下具有不變性，但是固體自己將這歐幾里德群打破為空間群（space group）。位移與取向是有序參數。
- 廣義相對論具有勞侖茲對稱性，但是在弗里德曼-羅伯遜-沃爾克模型裏，將星系速度（在宇宙學尺寸，星系可以視為氣體粒子）做平均而得到的平均四維速度場，變成打破這對稱性的有序參數。關於宇宙微波背景也可以做類似論述。
- 在電弱相互作用模型裏，希格斯場的真空期望值是將電弱規範對稱性打破成為電磁規範對稱性的有序參數。如同鐵磁性物質實例，這裏也存在有電弱臨界溫度，在這臨界溫度會發生相變。
- 設想一根圓柱形細棒的兩端被施加軸向應力，在發生屈曲（buckling）之前的狀態S0，整個系統對於以細棒為旋轉軸的二維旋轉變換具有對稱性，因此可以觀察到這系統的旋轉對稱性，可是這狀態不是最低能量態，因為有應力能量儲存於細棒的微觀結構內，這狀態極不穩定，稍有微擾就可以促使發生屈曲，釋出應力能量，躍遷至最低能量態。注意到細棒有無窮多個最低能量態做選擇，這些最低能量態之間因旋轉對稱性關聯在一起，細棒可以選擇躍遷至其中任意一個最低能量態，在發生屈曲之後的狀態，完全改觀為非對稱性。儘管如此，仍舊存了旋轉對稱性的一些特徵：假若忽略阻力，則不需施加任何作用力就可以自由地將細棒旋轉，變換到另外一個最低能量態，這旋轉模態實際就是不可避免的戈德斯通玻色子。[13]:282-283
- 設想在無限寬長的水平平板上，有一層均勻厚度的液體。這物理系統具有歐幾里德平面的所有對稱性。現在從底部將平板均勻加熱，使得液體的底部溫度大於頂部溫度很多。當溫度梯度變得足夠大的時候，會出現對流胞（convection cell），打破歐幾里德對稱性。

## 諾貝爾獎
2008年10月7日，瑞典皇家科學院頒發諾貝爾物理學獎給三位日裔物理學者，讚賞他們在亞原子物理領域對於對稱性破缺的研究成果。這三位物理學者分別為芝加哥大學的南部陽一郎、高能加速器研究機構的小林誠、京都大學基礎物理學研究所的益川敏英。由於發現在強相互作用裏自發對稱破缺的機制，特別是手徵對稱性破缺，南部陽一郎獲得一半獎金，小林誠與益川敏英分享另外一半獎金，嘉勉他們在弱相互作用裏CP對稱被明顯打破的原由。這原由最終是倚賴希格斯機制，但至今為止，被認知為只是希格斯耦合的一個特色，而不是一個自發對稱破缺現象。

## 數學範例

### 墨西哥帽勢能
在最簡單的理想相對論性模型裏，自發對稱破缺可以由純量場理論（scalar field theory）來概述。理論而言，自發對稱破缺一般是從拉格朗日量來探討。拉格朗日量可拆作動能部分和勢能部分。
{\displaystyle {\mathcal {L}}=\partial ^{\mu }\phi \partial _{\mu }\phi -V(\phi )}。
對稱性破缺來自於其勢能部分{\displaystyle V(\phi )}。如墨西哥帽繪圖所示，
{\displaystyle V(\phi )=-10|\phi |^{2}+|\phi |^{4}}。
這個勢能有無限多個可能的勢能最低點（真空態）：
{\displaystyle \phi ={\sqrt {5}}e^{i\theta }}；
其中，{\displaystyle \theta }值介於{\displaystyle 0}到{\displaystyle 2\pi }之間。

### XY模型
{\displaystyle F(\phi )=\int (\partial \phi )^{2}/2+m^{2}\phi ^{2}/2+g(\phi ^{2})^{2}}
若{\displaystyle \psi =\phi _{1}+i\phi _{2}}
{\displaystyle F(\psi )=\int |\partial \psi |^{2}/2+m^{2}|\psi |^{2}/2+g|\phi |^{4}}
基态是{\displaystyle |\psi |=M=M_{0}={\sqrt {-m^{2}/(2g)}}}。
若{\displaystyle \psi (x)=M(x)e^{i\theta (x)}}以及{\displaystyle M(x)=M_{0}+h(x)}
{\displaystyle F(h,\theta )=\int (\partial h)^{2}/2+|m^{2}|h^{2}+gh^{4}+\ldots +M_{0}^{2}(\partial \theta )^{2}/2+M_{0}h(\partial \theta )^{2}+\ldots }
南部玻色子场{\displaystyle \theta (x)}是无质量的（也是一维高斯自由场）。南部玻色子的作用量是
{\displaystyle F(\theta )=\int M_{0}^{2}(\partial \theta )^{2}/2}